# 1151
Năm 1151 trong lịch Julius.